# 민주국민당 (2000년)
민주국민당(民主國民黨)은 2000년에 창당된 대한민국의 정당이었다. 약칭은 민국당.
2000년 대한민국 제16대 국회의원 선거를 앞두고 한나라당과 새천년민주당에서 공천에 탈락한 중진급 정치인들이 대거 탈당하여 창당하였다. 한나라당 탈당파인 김윤환, 이수성, 신상우, 조순, 이기택, 박찬종, 김태룡 등과 새천년민주당 탈당파인 김상현 등 다수의 전현직 국회의원들이 참여하였으며, 여기에 자유민주연합을 탈당한 김동주 의원과 재야 운동가인 장기표가 합류하였다. 이들은 2000년 3월 8일에 조순을 총재로 추대하면서 창당하였다.
2000년 4월 13일에 실시된 대한민국 제16대 국회의원 선거에서 지역구 후보 124명(서울 31명, 부산 14명, 대구 8명, 인천 5명, 광주 2명, 대전 3명, 울산 3명, 경기 21명, 강원 3명, 충북 2명, 충남 5명, 전북 1명, 전남 4명, 경북 9명, 경남 12명, 제주 1명), 전국구(비례대표) 후보 19명이 출마했다. 그러나 선거를 앞두고 노선과 이념에 상관 없이 무조건 모이고 보자는 식으로 당을 급조하다 보니 당의 정체성이 불분명하다는 비판에 직면했으며, 급조 정당에 따른 조직력의 한계를 여실히 드러내면서 제16대 국회의원 선거에서 지역구는 춘천시의 한승수 후보 1명, 전국구에선 1번 강숙자 후보 1명, 총 2석 당선에 그치는 참패를 당했다. 선거 직후에 춘천시에서 당선된 한승수 의원이 외교통상부 장관으로 입각했지만, 이에 반발해서 김대중 정부에 반대하던 인사들이 대거 탈당하였다.
2002년에 실시된 제3회 전국동시지방선거와 대한민국 제16대 대통령 선거를 앞두고 한승수를 비롯한 당 창당을 주도했던 인사들이 이회창 한나라당 후보 지지를 선언하면서 줄줄이 탈당하여 원내 1석으로 사실상 무력화되었다. 2004년에 실시된 대한민국 제17대 국회의원 선거에서는 지역구 후보 7명(서울 1명, 광주 1명, 경기 2명, 충남 1명, 전남 1명, 경북 1명)이 출마했으나 후보자 전원이 낙선하면서 원내 입성에 실패했으며, 2004년 4월 18일에 《정당법》에 따라 중앙선거관리위원회로부터 득표율 미달로 인하여 정당 등록이 취소되었다. 이후 대부분의 사람들이 한나라당에 입당하였다.

## 역대 총재
- 1대: 조순
- 2대: 김윤환
- 3대: 김동주
- 4대: 김태룡

## 주요 선거 결과

### 국회의원 선거
|  | 0.44% |

|  | 3.7% |

|  | 0.73% |

|  | 0% |

|  | 0.02% |

|  | 0% |

## 같이 보기
- 대한민국의 정치